# Batrisodes tianmuensis
Batrisodes tianmuensis (лат.) — вид мирмекофильных жуков-ощупников (Pselaphinae) из семейства стафилиниды.

## Распространение
Китай, Zhejiang, West Tianmu Mountain.

## Описание
Мелкие коротконадкрылые жуки. Длина тела 2,52 мм, длина головы 0,51 мм. Основная окраска красновато-коричневая. Антенномер XI сильно вогнутый у вентрального края и с острым базальным вступом.  Усики 11-члениковые, брюшко из 5 видимых тергитов. Вертлуги короткие, ноги прилегают к тазикам. Надкрылья в базальной части с 3 ямками. Мирмекофилы, ассоциированы с муравьями Ectomomyrmex.